# Älmhult
Älmhult est une localité du Småland (sud de la Suède). Elle est le chef-lieu de la commune d'Älmhult, dans le comté de Kronoberg. Perdue au milieu des forêts de pins et de bouleaux, parsemées de clairières pierreuses, elle compte 8 518 habitants.
C'est à Älmhult que fut fondée, en 1943, l'entreprise Ikea.

## Liens externes

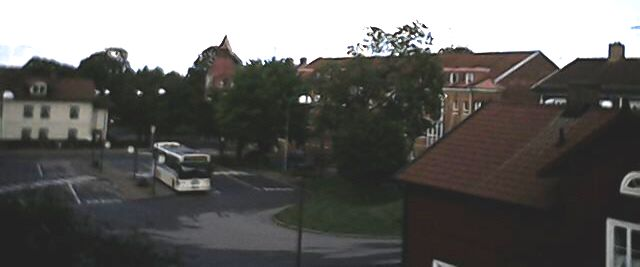
Une image d'Älmhult.